# 和田昌景

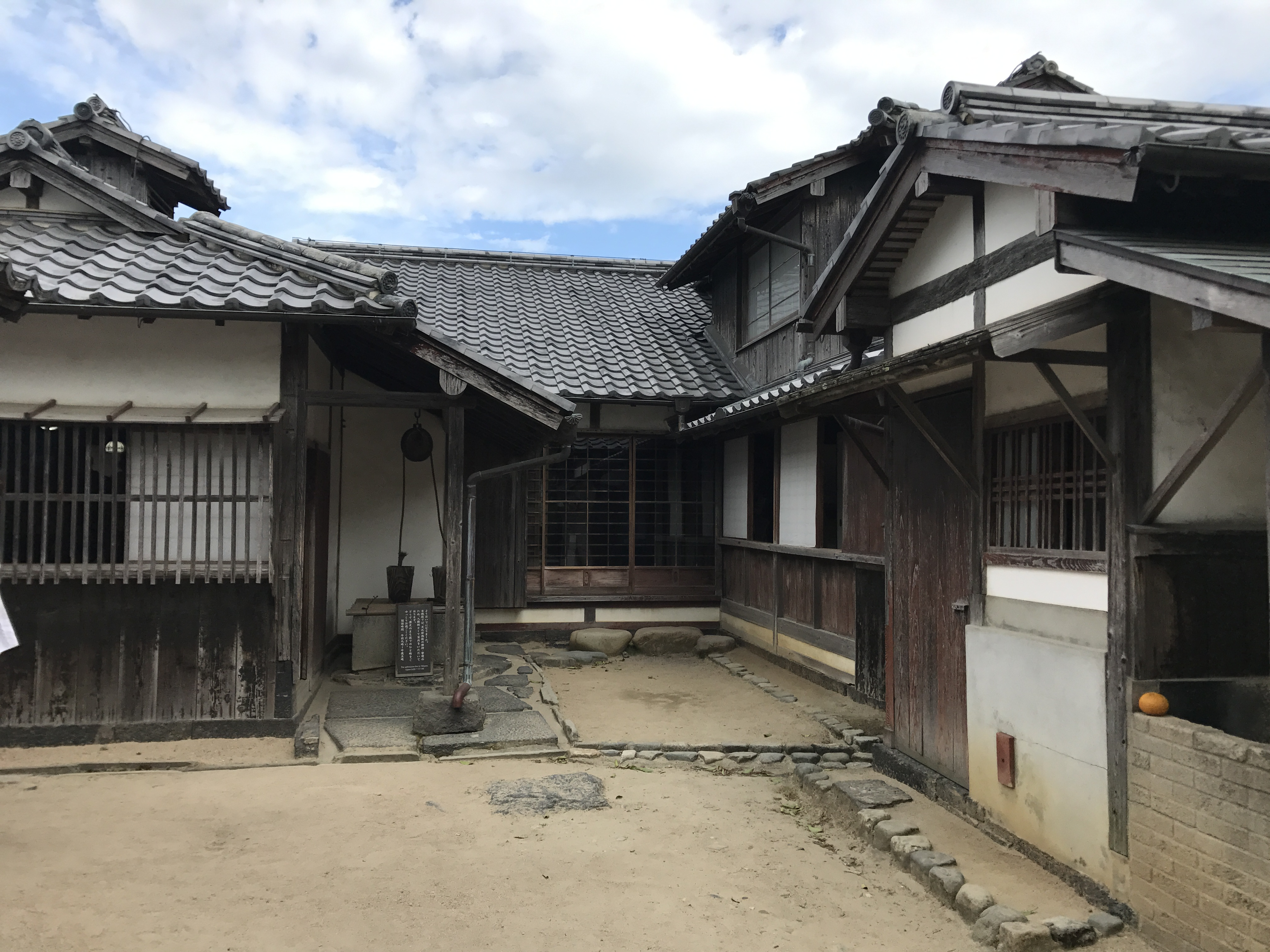
木戸孝允生誕地として公開されている和田邸

和田 昌景（わだ まさかげ、安永8年（1779年） - 嘉永4年1月12日（1851年2月12日））は、江戸時代後期の長州藩医。20石。桂小五郎（木戸孝允）の実父。専門は眼科と外科。

## 略歴
周防国熊毛郡呼坂村（山口県周南市）の医者・藤本玄盛（ふじもとげんせい）の次男。萩城下町で学び、文化14年（1817年）、天野元政を祖とする藩医・和田文琢の養子となる。
最初の妻に長州藩侍医・田辺玄養（たなべげんよう）の娘を迎え、二女をもうける。長女・捨子の婿に周防国佐波郡宮市（山口県防府市）の町医者・小泉雄仙（こいずみゆうせん）の弟・文譲（ぶんじょう）を迎えて養子とする。捨子が病没した後は次女・八重子が文譲の後妻となる。
文政8年（1825年）、妻が病死したのち、長州藩士平岡氏の臣・猪口平馬（いのくちへいま）の娘・清子を後妻に迎える。清子との間に54歳で初の男子・小五郎をもうける。
和田家の跡継ぎにはすでに養子の文譲がいたため、実子の小五郎は次男として扱われる。近所に住む藩士の桂孝古は跡継ぎがなく病床にあり、天保11年（1840年）4月、孝古に乞われて7歳の小五郎を末期養子に出した。
嘉永元年（1848年）3月、後妻の清子が死去。昌景は民間の治療も行っており、多額の現金や不動産をもつ財産家であった。嘉永2年（1849年）4月、遺言状を作り、小五郎に「銀拾貫目」を相続させている。小五郎18歳の嘉永4年（1851年）、72歳で没。

## 家族
- 実父：藤本玄盛
- 養父：和田文琢
- 先妻：田辺玄養の娘
  - 養嗣子：和田文譲（正寬）…小泉雄仙の弟。安政元年（1854年）9月27日、江戸で没。
  - 長女：捨子（すてこ・和田文譲妻）…子に和田芳助。
  - 次女：八重子（やえこ・和田文譲後妻）…嘉永元年（1848年）3月以降没。子に桂勝三郎、和田直次郎（嘉永2年（1849年）11月19日、小五郎の仮養子になっている。）
- 後妻：猪口平馬の娘・清子…嘉永元年（1848年）3月没
  - 次男：小五郎（実子としては長男）
  - 三女：治子（来原良蔵の妻）